# Hypodacnella ventrale
Hypodacnella ventrale là một loài bọ cánh cứng trong họ Cerylonidae. Loài này được Lea miêu tả khoa học năm 1921.